# Effetto Flynn

Andamento negli ultimi decenni delle abilità
generali, confrontata con l'altezza, così come misurate nello studio di Jon Martin Sundet del 2004 tramite i test forniti ai militari di leva norvegesi

L'effetto Flynn consiste nell'aumento nel valore del quoziente intellettivo medio della popolazione nel corso degli anni, un fenomeno osservato da James R. Flynn. L'effetto è stato da lui rilevato in svariati paesi: per questo, è stato da lui ritenuto come indipendente dalla cultura di appartenenza.
La scoperta di questo fenomeno avvenne negli anni ottanta del Novecento, a seguito della valutazione delle serie storiche di paesi (più di una ventina) per i quali si disponeva di dati affidabili: Flynn osservò come, nel corso degli anni, il valore del quoziente intellettivo fosse aumentato in modo progressivo, con una crescita media di circa 3 punti per ogni decennio. La popolazione statunitense, ad esempio, ha guadagnato più di 13 punti dal 1938 al 1984.
Benché l'intensità di questa variazione sia diversa da paese a paese, i dati rivelavano comunque variazioni positive, nel corso degli anni, nei risultati conseguiti nei test per la misura del QI, di entità variabile da 5 fino a 25 punti. A sostegno del fatto che questo aumento fosse interculturale, Flynn osservò come l'aumento registrato fosse più marcato nei test (o sottotest) che misurano l'intelligenza fluida rispetto all'intelligenza cristallizzata.

## Ipotesi esplicative
Varie sono le ipotesi con cui si è tentato di spiegare questo aumento: tra queste, vi sono la migliore alimentazione, una crescita degli anni di scolarizzazione e, soprattutto, una maggiore capacità di risolvere problemi logici ed astratti, diventati molto più frequenti con l'evolversi dell'ambiente socioculturale nel tempo. Si tratta di spiegazioni rimaste a livello di ipotesi, che non hanno trovato decisiva conferma rispetto ai dati.

## Problemi aperti e critiche
Studi negli anni duemila mostrano come in alcuni paesi sviluppati questa tendenza si stia invertendo, con valori medi di quoziente d'intelligenza (QI) inferiori rispetto a quelli rilevati molti anni addietro, mentre la tendenza positiva sembra continuare nei paesi dove il QI medio della popolazione nazionale è ancora basso.
Sono state avanzate numerose critiche nei confronti di questa scoperta e della sua portata: se, secondo certe teorie, il fenomeno può essere facilmente spiegabile, esistono una serie di fattori, soprattutto metodologici e psicometrici, che ne limitano la portata esplicativa.
Va tenuto conto di un'importante critica mossa all'effetto Flynn da Zajonc (1997, 2001). Secondo lo studioso dell'Università di Stanford, l'incremento dell'intelligenza è fortemente correlato all'ordine di nascita: da un eloquente grafico riportato nella sua ricerca (Zajonc, 1997) risulta che suddividendo i dati in base all'anno di nascita e mettendoli in relazione con l'ordine di nascita medio, si trova una relazione quasi perfetta che spiega anche la diminuzione dell'intelligenza nel tempo: non siamo più intelligenti, ma è cambiata la composizione della società, cioè ci sono mediamente meno terzi e quarti figli.